# 黑栗雕
黑栗雕（學名：Spizaetus isidori）是鷹雕屬的一種猛禽。牠們分佈於阿根廷、玻利維亞、哥倫比亞、厄瓜多爾、祕魯和委內瑞拉一帶，棲息於亞熱帶或熱帶的潮濕山區。